# رود پچیووژا
رود پچیووژا (انگلیسی: Pchyovzha) یک رودخانه در استان لنینگراد کشور روسیه است.